# Earl Norem
Earl Norem (né le 17 avril 1923, et mort le 19 juin 2015), plus connu sous le nom de Norem, est un peintre et illustrateur américain. Il a dessiné nombre de couvertures de comics et de magazines pour Marvel Comics, mais également des illustrations pour des romans, livrets de jeu de rôle, affiches de film et Cartes de collection.

## Biographie
Earl Norem est un vétéran de la Seconde Guerre mondiale.
Il travaille essentiellement pour Marvel Comics.

## Illustrations de couverture
- Savage Sword of Conan
- Le Surfer d'Argent
- Les Quatre Fantastiques
- Les Maîtres de l'univers
- La Planète des singes (Marvel Comics)
- Tales of the Zombie
- The Amazing Spider-Man
- Transformers
- Wizards & Warriors
- Mars Attacks! (comics et trading cards)
- The Six Million Dollar Man (Charlton Comics)
- Marvel Preview (Marvel Comics)
- Monsters Unleashed (Marvel Comics)
- Essential Marvel (Marvel Comics)
- Rampaging Hulk
- mai 1987, La Forêt des rêves maudits, enchanteurs et chevaliers (n 1)[2]
- septembre 1987, L'Attaque des cavaliers-dragons, enchanteurs et chevaliers (n 2)[2]